# 光明寺站
光明寺站（日语：／ Komyoji eki */?）是位於福井縣吉田郡永平寺町，屬於越前鐵道的勝山永平寺線車站。車站編號為E14。

## 車站構造
本站是地面車站與無人車站，並設有1面1線單式月台，月台上則設有上蓋和候車室。

## 歷史
- 1914年2月11日：車站啟用。
- 2001年6月25日：由於半年內兩度發生嚴重事故（日语：京福電気鉄道越前本線列車衝突事故），被國土交通省中部運輸局（日语：中部運輸局）引用鐵道事業法（日语：鉄道事業法）勒令全線暫停服務[1][2]。
- 2003年：

- 2月1日：車站設施轉讓至越前鐵道。
- 10月19日：越前鐵道重開永平寺口～勝山路段，本車站亦重開。

- 2024年10月11日：越前鐵道及福井鐵道均可使用ICOCA及全國通用IC卡付款[4][5]。

## 使用狀況
以下為一日平均上下車人次：
| 上下車人次變化 | 上下車人次變化 |
| 年度           | 1日平均人次    |
| -------------- | -------------- |
| 2011           | 49             |
| 2012           | 43             |
| 2013           | 43             |
| 2014           | 42             |
| 2015           | 39             |
| 2016           | 33             |
| 2017           | 24             |
| 2018           | 28             |
| 2019           | 22             |
| 2020           | 13             |
| 2021           | 8              |
| 2022           | 7              |

## 相鄰車站
越前鐵道
■勝山永平寺線
□快速（只有上行班次）
通過
■普通
下志比（E13）－光明寺（E14）－轟（E15）

## 外部連結
- 越前鐵道光明寺站 （页面存档备份，存于）（日語）